# Corte de Justicia de Catamarca
La Corte de Justicia de Catamarca, anteriormente llamada Tribunal Superior de Justicia, es el máximo órgano jurisdiccional de la Provincia de Catamarca, Argentina. Tiene su origen legal en la Constitución de la Provincia de Catamarca y en la Ley Orgánica del Poder Judicial de Catamarca.
Tiene competencia territorial en toda la provincia. Está integrado por cinco jueces, que se turnan la presidencia. 

## Ministros
- Dr. Carlos Miguel Figueroa Vicario
- Dr. José Ricardo Cáceres
- Dra. María Fernanda Rosales Andreotti (Presidente)
- Dra. Rita Veronica Saldaño
- Dra. Fabiana Gómez
- Dr. Hernán Martel
- Dr. Jorge Rafael Bracamonte